# Aatto Pietikäinen
Aatto Johannes Pietikäinen, född 7 oktober 1921 i Kuopio i Norra Savolax och död 2 april 1966 i Kouvola i landskapet Kymmenedalen, var en finländsk backhoppare som tävlade på 1940-talet. Han representerade Puijon Hiihtoseura i Kuopio.

## Karriär
Aatto Pietikäinen startade i olympiska vinterspelen 1948 i St. Moritz i Schweiz. Där hoppade han 69,0 och 68,0 meter och blev nummer åtta totalt. han var 12,7 poäng efter segrande Petter Hugsted från Norge och 9,7 poäng från bronsmedaljen. Den yngre brodern Matti Pietikäinen blev nummer fyra i samma tävling, endast 0,5 poäng från prispallen. 
Pietikäinen blev nummer tre i backhoppningen under Lahtisspelen 1945 och 1948. Han blev tvåa 1946.
Aatto Pietikäinen var också bror till den backhoppande Lauri Pietikäinen.